# Rhamphomyia complicans
Rhamphomyia complicans är en tvåvingeart som beskrevs av Frey 1953. Rhamphomyia complicans ingår i släktet Rhamphomyia och familjen dansflugor. Inga underarter finns listade i Catalogue of Life.